# 桃胡姬
桃胡姬（日文名：桃ふじ ，假名：ももや ふじ）是日本艺术创作者和YouTuber。 她以FUJIKKO的名义工作。 绰号藤子，桃子和桃子。 毕业于文化女子大学短期大学时尚创意课程（现文化大学大学短期大学）。 2018年，为李奧軒单曲《三二一》担任作词人。

## 经历

### 早年经历
2013年10月，就读大专时，参加由社交服务“ Google+”和女性时尚杂志“ CanCam”（小学馆）共同举办的了“ CanCam新一代模特选拔”。并获得三项大奖赛。后来，她又以“新生代”模特的身份出现在杂志上，并以作家的身份编辑杂志，开始创作自己的漫画。

### YouTube
在日本发布自己的动画视频“ My Hahaha Nuko！”，2015年7月开始开设了子帐户，半年中的观看次数累计超过100万。子账户中的React视频的观看人中有很多来自欧洲和美国人的支持。 

## 主要作品

### 歌曲作词
三二一 （李奧軒演唱的歌曲）

### 东京电视台
``一个真实的瞬间，就像一个谎言，可以在30秒内看到''（评论插图/漫画，2017年2月21日）
``像谎言一样真实的瞬间，可以在30秒内看到''（注释插图，2017年12月31日）

### 七与我出版社
“最佳厨师50卷第1期”（封面，2016年6月10日）
``2017年最佳餐厅奖''``葡萄酒知识''（插图，2016年11月14日）
FUJIFILM“复制奖”“情人的情人节复制奖”（插图，2015年12月18日）
Seimido Publishing-“ Adult Restaurant New Open 2015”（封面，2015年12月18日）

### 小学馆
“ CanCam”
“梦”（插图，2014年4月号）
“秋天去吃早饭的女孩！”（插图，2014年11月号）
“这个秋天的早餐之时装大会”（插图，2014年11月号）
“ CanCam Women's the Average Book”（插图，2014年10月发行）
“是TKG季节♥”（插图，2014年10月号）
“什么是展览？”（插图，2014年9月号）
“爱=生命“某天和他一起生活”（插图，2014年5月号）
“川端♡大学生VS美丽的我♥OL的连衣裙×大衣冬季约会，做到这一点！”（插图，2014年12月号）
“少女切斯特”“少女无色”“少女达芙！”时尚♡Insta76”（插图，2014年12月号）
“这个男孩想成为一个混蛋49”（插图，2015年1月号）
“ Colecle-”肯定会在2015年春天出现！ ！ （插图，2015年3月号）
“时髦人士的”感度“另外的连衣裙是这个！”（图2015年4月号）
“女人见识”
“我问男孩！我不希望女孩穿的“冬大衣”现在最受欢迎。 （插图，2016年11月16日）
“ [今天的见解] 9月11日是公用电话首次出现的日子！对了，您知道“二重电话”吗？ （插图，2014年9月11日）
Warner Music Japan“ chay” Wishers，“ CanCam x chay” Wishers（初回限定版）（封底，歌词卡，CD插图，2014年11月12日）

### 电视
NTV-“传感器”（2016年6月13日）
TVatushi-“日本宪法电视”（2016年10月31日至2016年11月4日，11月14日至11月18日，12月12日至12月16日，2017年1月5日至1月6日，1月16日至18日）
NTV-“ PON！”（2013年11月25日） 

### 时装秀
SGC SUPER LIVE日本“首尔少女合集”（2016年9月24日）

### 广告代言
华为日本（Huawei Technology Japan Co.，Ltd.）
“ HUAWEIMateBook新产品发布会”嘉宾现身，现场绘画（2016年7月15日） 
淀桥相机秋叶原示范活动（现场涂装） 
Dwango Co.，Ltd.-“ Nico Nico Super Conference”“ Shochuji”（2015年4月出现）
Yumenosora Holdings Co.，Ltd. –“ AKIBAPOP”“ Narison大奖赛”（主要MC，2016年8月11日）

### 广播
Soratoniwa FM银座-“ Julie Watai HARDWARE GIRLS RADIO”（2015年3月21日）

### 其它活动
2006年，Abel Co.，Ltd.-“ Puri Saga！便携式”（PSP）和“ Puri Saga！
2015年，制作了OCEANS（广告页面设计）。
2016年，制作了LINE邮票“ Today's Deathhiko”。